# スコット・ブース
スコット・ブース（Scott Booth、1971年12月16日 - ）は、スコットランドの元サッカー選手。元スコットランド代表。ポジションはフォワード。

## 来歴
1993年にスコットランド代表デビュー。UEFA EURO '96、1998 FIFAワールドカップにも出場した。2001年までに21試合に出場、5得点をあげた。

## 代表歴

### 出場大会
- スコットランド代表
  - 1998 FIFAワールドカップ

### 試合数
- 国際Aマッチ 21試合 5得点（1993年-2001年）[1]

| スコットランド代表 | 国際Aマッチ | 国際Aマッチ |
| 年                 | 出場        | 得点        |
| ------------------ | ----------- | ----------- |
| 1993               | 5           | 0           |
| 1994               | 2           | 2           |
| 1995               | 2           | 2           |
| 1996               | 4           | 0           |
| 1997               | 0           | 0           |
| 1998               | 4           | 0           |
| 1999               | 0           | 0           |
| 2000               | 0           | 0           |
| 2001               | 4           | 1           |
| 通算               | 21          | 5           |